# スコット・ページ＝パグター
スコット・ページ＝パグター（Scott Page-Pagter、1969年6月13日 - 2021年12月5日）は、アメリカ合衆国の男性声優、音響監督、プロデューサー、作曲家、サウンドデザイナー、音声編集技師、ワイン醸造家。別名はスコット・ページ（Scott Page）。パグター・ブラザーズ・ワイナリー共同オーナー。

## 人物
フットヒル高校、ゴールデン・ウエスト・カレッジ卒。妻は歌手のシドニー・アイバーソンで、共にシドニー・アンド・ザ・ディツアーズとしてバンド活動を行っている。
作曲家としてエンターテインメント業界でのキャリアをスタートさせ、1987年から2002年まではサバン・エンターテイメント、Foxファミリー・ワールドワイド、バグボーイ・プロダクションズなどでプロデューサー、ADRディレクター、サウンドデザイナーとして活動。
2006年11月から作曲家、音響監督、キャスティング・ディクレター、サウンドデザイナーとしてマテル社所属し、同社の製品のサウンドデザインを手がけている。2014年からはプロデューサーとしても所属。2018年まで同社で活動した。
1996年から友人とワイン造りを始め、2013年に弟のギブ・パグターとともにパグター・ブラザーズ・ワイナリーを設立。2017年にはホイ・ポロイ・ワイナリーと共同でダブル・トラブル・テイスティング・ルームを設立した。
2021年12月5日に癌の為に死去。女優のキャサリン・サザーランドによりInstagramの投稿を通じて発表された。

## 出演作品

### テレビアニメ
1991年
- キャッ党忍伝てやんでえ
- Space Cats

1995年
- 宇宙の騎士テッカマンブレード

2003年
- 藍より青し（五木教授、店員）

2005年
- OVERMANキングゲイナー（タン、親衛隊員、生徒）
- 十二国記（駁更夜）

2015年
- Z. Crew（父親）

### OVA
- バービーのアイランド・プリンセス（2007年、ナット）

### 吹き替え
- ファミリー・ツリー －血族の秘密（2018年、ディミトリ）

### 特撮
1994年
- バーチャル戦士トゥルーパーズ（レネゲートの声、ブレードの声、フィストボットの声（初代）、スノーボットの声、ヴェノボットの声、スカグスの化けた男）
- パワーレンジャー・シーズン1（ペックスターの声、オイスターモンスターの声）※ノンクレジット
- パワーレンジャー・シーズン2（ピラニア・ヘッドの声、幻スピードシャークの声）※ノンクレジット

1995年
- バーチャル戦士トゥルーパーズ（バグボットの声）
- パワーレンジャー・シーズン3（プラグ・パトロールAの声、フェイス・スティーラーの声、再生オイスターモンスターの声）※ノンクレジット
- マスクド・ライダー（ロボセクトの声）

1996年
- バーチャル戦士トゥルーパーズ（フォーコイドの声）
- パワーレンジャー・ジオ（フォルティシモドの声）※ノンクレジット
- ビッグ・バッド・ビートルボーグ（ウルファング・スミスの声（2代目）、カメラマン）

1997年
- パワーレンジャー・ターボ（ポルトの声）
- ビートルボーグ・メタリックス（ウルファング・スミスの声）

1998年
- パワーレンジャー・イン・スペース（ポルトの声）※クレジットオンリー
- ミスティック・ナイツ・オブ・ティル・ナ・ノーグ（村人）

2002年
- パワーレンジャー・ワイルドフォース（スティーロンの声）※ノンクレジット

### ゲーム
- パワーレンジャー・ライトスピード・レスキュー（2000年、男）
- パワーレンジャー・タイムフォース（2002年）

### その他
- アドベンチャーズ・イン・ボイス・アクティング（2008年、本人出演）

## 参加作品

### テレビアニメ（スタッフ）
1987年
- メイプルタウン物語（ADRディレクター）

1988年
- 愛の若草物語（ADRディレクター）
- アルビンとチップマンクス（サウンドエフェクトエディター）
- グリム名作劇場（ADRディレクター、サウンドエフェクトエディター）
- C.O.P.S（サウンドエフェクトエンジニア）
- ふしぎなコアラブリンキー（ADRディレクター）

1989年
- ドラゴンクエスト 勇者アベル伝説（サウンドエフェクトエディター）

1990年
- げらげらブース物語（サウンドエフェクトエディター）
- どんどんドメルとロン（ADRディレクター、ADRスーパーバイザー、サウンドエフェクトエディター）
- ピーターパンの冒険（サウンドエフェクトエディター）
- みつばちマーヤの冒険（ADRディレクター）

1991年
- ウリクペン救助隊（サウンドエフェクトエディター）
- キャッ党忍伝てやんでえ（サウンドエフェクトエディター）
- 人魚姫 マリーナの冒険（サウンドエフェクトエディター）
- ハクション大魔王（スーパーバイジング・サウンドエディター）
- 森の陽気な小人たちベルフィーとリルビット（サウンドエフェクトエディター）

1992年
- X-メン（アディショナル・サウンドエフェクトエディター）
- 樫の木モック（サウンドエフェクトエディター）
- Gulliver's Travels（サウンドエフェクトエディター）
- Camp Candy（サウンドエフェクトエディター）

1994年
- 夢の星のボタンノーズ（サウンドエフェクトエディター）

1995年
- 宇宙の騎士テッカマンブレード（ADRディレクター、ADRレコーディスト、サウンドエフェクトエディター）

1996年
- 未来警察ウラシマン（サウンドエフェクトエディター）

1999年
- デジモンアドベンチャー（サウンドエフェクトエディター）

2001年
- 六門天外モンコレナイト（ボイスディレクター）

2003年
- 爆闘宣言ダイガンダー（ボイスディレクター）

2004年
- ママレード・ボーイ（台本脚色）

2005年
- 絢爛舞踏祭 ザ・マーズ・デイブレイク（ADR台本）
- 蒼穹のファフナー（ADR台本）
- デュエル・マスターズ（台本脚色）
- B-伝説! バトルビーダマン（台本）

### 劇場アニメ（スタッフ）
- バービーのフェアリー・プリンセス（2012年、クリエイティブコンサルタント）
- Barbie in Rock 'N Royals （2015年、クリエイティブコンサルタント）

### OVA（スタッフ）
1989年
- The Amazing Children（サウンドエディター）

1998年
- Roxanne’s Best Christmas Ever（プロデューサー、音楽）

2005年
- 天地無用! 魎皇鬼（ADRディレクター）

2006年
- 天地無用! 魎皇鬼 第三期プラス1（ADRディレクター）

2007年
- Barbie as the Island Princess（ボーカル録音、ボーカルエディター）

2008年
- Barbie and the Diamond Castle（アディショナル・プロダクション・ボイスディレクター、アディショナル・ミュージック・エンジニア）
- バービーのクリスマス・キャロル（アディショナル・ボーカルディレクター）
- Barbie and the Three Musketeers（アディショナル・ボーカルディレクター）

2010年
- Barbie: A Fashion Fairytale（クリエイティブコンサルタント）

2011年
- Barbie: A Perfect Christmas（クリエイティブコンサルタント）

2013年
- バービーと魔法のバレエシューズ（クリエイティブコンサルタント）
- バービーのフェアリー・プリンセス（クリエイティブコンサルタント）
- バービーと伝説の馬（クリエイティブコンサルタント）

2014年
- バービーのマーメード・プリンセス（クリエイティブコンサルタント）

2015年
- Barbie in Rock 'N Royals（クリエイティブコンサルタント）

### 特撮（スタッフ）
1994年
- バーチャル戦士トゥルーパーズ（スーパーバイジング・プロデューサー、ADRディレクター）
- パワーレンジャー（アディショナル・ADRディレクター<第41 - 60話>、ADRディレクター<第61 - 100話>、ADRコーディネーター）

1995年
- パワーレンジャー（スーパーバイジング・ADRディレクター<第101話 - >）
- マスクド・ライダー（スーパーバイジング・プロデューサー）

1996年
- マイティ・モーフィン・エイリアンレンジャー（スーパーバイジング・ADRディレクター）
  - パワーレンジャー・ジオ（スーパーバイジング・プロデューサー、スーパーバイジング・ADRディレクター<第1 - 2話>）
- ビッグ・バッド・ビートルボーグ（スーパーバイジング・プロデューサー）

1997年
- パワーレンジャー・ターボ（スーパーバイジング・プロデューサー、ADRディレクター、ADRコーディネーター、ADR台本）
- ビートルボーグ・メタリックス（スーパーバイジング・プロデューサー）

1998年
- パワーレンジャー・イン・スペース（共同プロデューサー、ADRディレクター、ADRコーディネーター）
- ミスティック・ナイツ・オブ・ティル・ナ・ノーグ（ADRディレクター、ADRスーパーバイザー）

1999年
- パワーレンジャー・ロスト・ギャラクシー（共同プロデューサー）

2000年
- パワーレンジャー・ライトスピード・レスキュー（共同プロデューサー、ADRディレクター、ADRコーディネーター）

2001年
- パワーレンジャー・タイムフォース（共同プロデューサー、ADRディレクター、ADRコーディネーター）

2002年
- パワーレンジャー・ワイルドフォース（共同プロデューサー、ADRディレクター、ADRコーディネーター、監督）

### 吹き替え（スタッフ）
1989年
- Hallo Spencer（ADRディレクター、ADRスーパーバイザー、サウンドエフェクトエディター）

2018年
- The Son（音声演出）
- ファミリー・ツリー －血族の秘密（ボイスディレクター、台本脚色）

2019年
- The Son（ボイスディレクター、台本脚色）
- 罪夢者（ボイスディレクター、台本脚色）

2020年
- 呪怨 呪いの家（ボイスディレクター、台本脚色）
- 夜明けを信じて。（ボイスディレクター、台本脚色）

### 映画（スタッフ）
- Prey of the Chameleon（1992年、サウンドエフェクトエディター）

### テレビ映画（スタッフ）
- ポニー&クライド（1992年、音楽）
- Mad Scientist's Toon Club（1993年、ADRディレクター、ADRスーパーバイザー）

### オリジナルビデオ（スタッフ）
- Kidsongs Videos（1993年、ADRディレクター、ADRスーパーバイザー）
- キングゴブラ（1999年、ADRスーパーバイザー）
- Digital Cinema Solutions（2003年、音楽）

### その他（スタッフ）
1989年
- The Super Mario Bros. Super Show!（サウンドエフェクトエディター）

1995年
- Alien Encounters from New Tomorrowland（音楽）
- 現代の脅威（ADRスーパーバイザー、音楽）
- Biography（音楽）

2014年
- No Nerds Here（音楽）

2015年
- Class Dismissed（音楽）